# Passaporte afegão

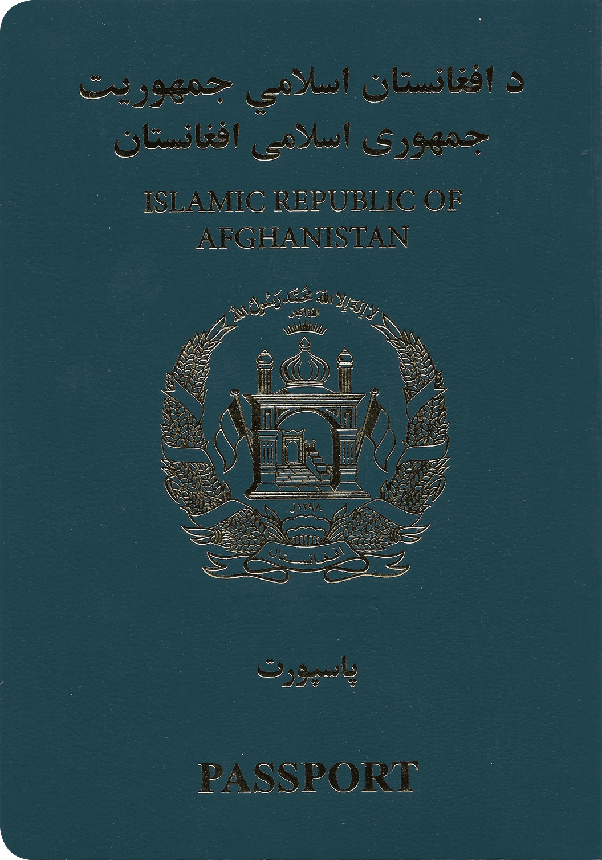
Capa de um passaporte afegão.

O Passaporte afegão é um documento emitido aos cidadãos do Afeganistão, para uso em viagens internacionais. Ele identifica o nacional afegão perante as autoridades de outros países, permitindo a anotação de entrada e saída pelos portos, aeroportos e vias de acesso internacionais, de acordo com as obrigações de visto.

## História
O passaporte afegão foi introduzido por Emir Abdur Rahman Khan em 1880.
Em Setembro de 2011, o Ministério dos Negócios Estrangeiros afegão começou a emitir dois tipos de passaportes biométricos (e-passaportes) para diplomatas e funcionários públicos afegãos. Estes foram produzidos no Reino Unido. Os passaportes electrónicos padrão começaram a ser emitidos ao público em geral em Março de 2013 Segundo o porta-voz do Ministério dos Negócios Estrangeiros, Janan Musazai, "na página da fotografia, existem 16 códigos de segurança". A emissão de cartões electrónicos de identificação nacionais informatizados (e-Tazkiras) foi também discutida. Estas alterações destinam-se a prevenir fraudes em futuras eleições e corrupção governamental, bem como a melhorar a segurança global do Afeganistão. Em 2013, o custo de um novo passaporte electrónico afegão era de 5.000 afegãos (100 dólares americanos), mas em 2019 era de 10.000 afegãos (cerca de £99). Anteriormente, os passaportes tinham sido escritos à mão; já não são válidos.
O Afeganistão tem actualmente apenas um gabinete de passaportes, localizado em Cabul. Os passaportes comuns (os que não sejam passaportes diplomáticos ou de serviço) podem ser emitidos pelas embaixadas e consulados afegãos no estrangeiro.

## Página de Identificação
Um funcionário do departamento de passaportes mostra um passaporte legível por máquina para jornalistas em Cabul, em Março de 2013.
- foto do titular do passaporte: Largura: 50mm, Altura: 50mm; Altura da cabeça (até ao topo do cabelo): 68%; Distância do fundo da foto até à linha dos olhos: 56%.
- tipo ("P" para passaporte)
- Código do país
- número do passaporte
- sobrenome e nome do titular do passaporte
- cidadania
- Data de nascimento (dia / mês / ano)
- gênero (M para masculino ou F para feminino)
- local de nascimento
- data de emissão (DD. MM. AAAA)
- assinatura do titular do passaporte
- data de validade (DD. MM. AAAA)

## Requisitos de visto
A partir de Novembro de 2020, os cidadãos afegãos têm acesso sem visto ou com visto à chegada a 28 países e territórios, classificando-o em 106º e pior do mundo de acordo com o Henley Passport Index. Está também classificado em 66º lugar, de 67º, de acordo com o Passport Index da Arton Capital.